# Carlo Diomajuta
Carlo Diomajuta (Aversa, 2 luglio 1977) è un giocatore di biliardo italiano.
Figlio d'arte, suo padre Paolo è stato campione europeo e vincitore di numerosi tornei nazionali; Carlo è stato pluricampione regionale in Abruzzo,nel 2008 è stato vicecampione italiano a coppie insieme a Micucci a Saint Vincent.
Inoltre Carlo Diomajuta è stato 2 volte campione a squadre di serie B con Lazio Billard Roma nel 2008 e nel 2009.
Nel 2010 e nel 2011 ha vinto il campionato d'Abruzzo a squadre con il Circolo il Corallo di Montesilvano (PE), si è classificato al 2º posto nel campionato a squadre di serie A con Lazio Billard Roma.
Tra i vari tornei vinti singolarmente nell'anno 2010 ci sono da segnalare: Trasacco e Francavilla (Regionale), Ascoli (Interregionale), Chiaravalle (Nazionale) e nel 2011 la vittoria di Ancona (Nazionale), L'Aquila e Pescara (Interregionale) e Frosinone (Gara a Coppie Nazionale)in coppia con Di Camillo. 
Nel 2012 l'affermazione nei tornei di Avezzano (Nazionale) e Pescara (Regionale).
Vincitore della prima tappa del circuito i principi del biliardo stagione sportiva 2017/2018.
A livello internazionale si è classificato 3°ai mondiali 2017 disputati in Argentina.
Attualmente è proprietario di una sala biliardi denominata A.S.D. Joker a Montesilvano (PE) in cui  svolge anche dei corsi di biliardo.

## Palmarès
I principali risultati
- 2014 Campionato italiano categoria Nazionali (Saint-Vincent)
- 2021 Campione italiano a Coppie Miste (Saint Vincent)